# Perdita cingulata
Perdita cingulata är en biart som beskrevs av Timberlake 1980. Perdita cingulata ingår i släktet Perdita och familjen grävbin. Inga underarter finns listade i Catalogue of Life.